# Boitsovo
Boitsovo (en rus: Бойцово) és un poble del krai de Khabàrovsk, a Rússia, que el 2012 tenia 61 habitants. Pertany al districte rural de Bikinski.